# Dr. Dahesh
Dr. Dahesh, in arabo الدكتور داهش, titolo e pseudonimo di Salim Moussa Achi, in arabo سليم موسى عشّي (Gerusalemme, 1º giugno 1909 – Greenwich, 9 aprile 1984), è stato uno scrittore, poeta e filosofo libanese e fondatore della dottrina spirituale denominata Daheshismo.

## Biografia
Era nato da genitori siro-ortodossi: Moussa Elias Achi e Shmouneh Hanna Kanun provenienti dai villaggi di Esfes e Azekh a Tur Abdin. Poco dopo la sua nascita la famiglia si trasferì a Beirut, in Libano. A Beirut, il padre di Salim, Moussa, lavorò presso la tipografia dell'Università americana fino a quando non venne arruolato per combattere nella prima guerra mondiale. Tornò nel 1918 con una salute deteriorata e morì il 25 gennaio 1920, lasciando Shmouneh sola con cinque figli. La maggior parte dei fratelli di Salim dovette essere cresciuta altrove, mentre lui venne mandato a vivere nell'orfanotrofio di Ghazir dove frequentò la scuola. Tuttavia, problemi di salute lo portarono presto a raggiungere sua madre a Tripoli. Nel 1921, Salim fu costretto a trasferirsi dai suoi parenti a Tur Abdin, dove visse fino a quando tornò a Beirut nel 1924.
Fu un prolifico autore siriano e presunto operatore di miracoli. All'età di 21 anni, aveva adottato il nome Dahesh, che in arabo significa "sbalorditivo".
Il Dr. Dahesh proclamò il Daheshismo il 23 marzo 1942. Il messaggio spirituale del Daheshismo può essere riassunto in una credenza nell'esistenza e nell'immortalità dello spirito, reincarnazione, correlazione intrinseca tra tutte le maggiori religioni, causalità spirituale e giusta ricompensa (cioè karma). La sua produzione editoriale comprende saggi, poesie, racconti, romanzi e un'autobiografia, superando le 150 opere. 
Dahesh fu imprigionato il 9 settembre 1944 e in seguito privato della sua nazionalità libanese ed esiliato dal Libano nel 1944 durante il governo del presidente libanese Bishara al-Khuri. Nel 1953, in Libano, il neoeletto presidente Camille Chamoun gli restituì la cittadinanza.
Nel 1975, il dottor Dahesh emigrò negli Stati Uniti dove morì il 9 aprile 1984 a Greenwich nel Connecticut.

## Eredità d'arte
Dahesh iniziò a collezionare opere d'arte intorno al 1930 e continuò a farlo per il resto della sua vita. Oggi la sua collezione d'arte appartiene al Dahesh Museum of Art di New York.
Fondò anche la Dahesh Library, la più grande biblioteca privata del mondo arabo, nota per i suoi fondi letterari, scientifici e artistici e per le sue collezioni periodiche. Il Dahesh Heritage Center, comprende anche gli uffici della Daheshist Publishing Company, a Broadway, New York.